# Ian Bartholomew
Ian Bartholomew (Gosport, 1º gennaio 1954) è un attore e cantante britannico.

## Biografia
È noto soprattutto come interprete di musical e tra le sue numerose apparizioni teatrali si ricordano: Into the Woods (Londra, 1990), Radio Times (Londra, 1992; candidato al Laurence Olivier Award alla miglior performance in un ruolo non protagonista in un musical), Assassins (Sheffield, 2006), Oh, What A Lovely War (Londra, 2014), Mrs Henderson Presents (Londra, 2016; candidato al Laurence Olivier Award al miglior attore in un musical) e Half of a Sixpence (Londra, 2017; candidato al Laurence Olivier Award al miglior attore non protagonista in un musical).